# Montalvos
Montalvos è un comune spagnolo  situato nella comunità autonoma di Castiglia-La Mancia.